# Loužek (Cheb)
Loužek, dříve Ava (německy Au), je malá vesnice, část města Cheb ve stejnojmenném okrese v Karlovarském kraji. Nachází se šest kilometrů severovýchodně od Chebu. Loužek je také název katastrálního území o rozloze 3,66 km².

## Historie
První písemná zmínka o vesnici pochází z roku 1290. V letech 1938 až 1945 byla ves v důsledku uzavření Mnichovské dohody přičleněna k nacistickému Německu.

## Obyvatelstvo
Při sčítání lidu v roce 1921 zde žilo 91 obyvatel, všichni byli německé národnosti a hlásili se k římskokatolické církvi.
| Rok            | 1869 | 1880 | 1890 | 1900 | 1910 | 1921 | 1930 | 1950 | 1961 | 1970 | 1980 | 1991 | 2001 | 2011 | 2021 |
| -------------- | ---- | ---- | ---- | ---- | ---- | ---- | ---- | ---- | ---- | ---- | ---- | ---- | ---- | ---- | ---- |
| Počet obyvatel | 111  | 116  | 107  | 104  | 114  | 91   | 82   | 50   | 77   | 56   | 41   | 26   | 34   | 26   | 23   |
| Počet domů     | 16   | 16   | 16   | 16   | 16   | 14   | 14   | 8    | 8    | 10   | 8    | 5    | 9    | 12   | 12   |

## Obecní správa
Při sčítání lidu v letech 1850–1975 Loužek byl osadou obce Potočiště v okrese Cheb. Od 1. ledna 1976 je částí města Cheb ve stejnojmenném okrese.

## Pamětihodnosti
Asi 600 metrů východně od vesnice se v místech opuštěné pískovny a polí nachází památkově chráněné archeologické naleziště. Získaná keramika dokládá osídlení oblasti v době mezolitu a lidem kultur popelnicových polí z mladší až pozdní doby bronzové.

## Další fotografie

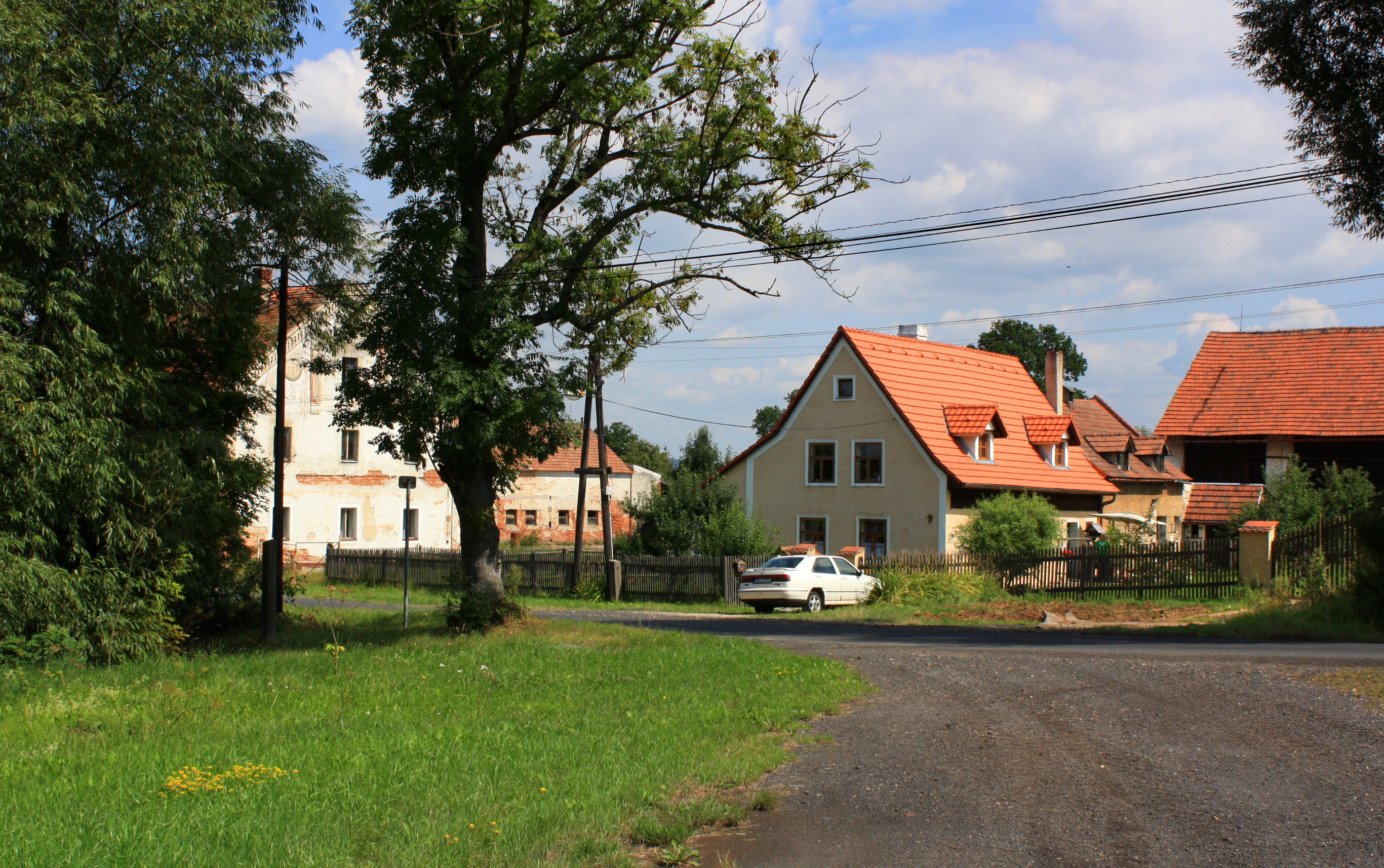
Sever vesnice
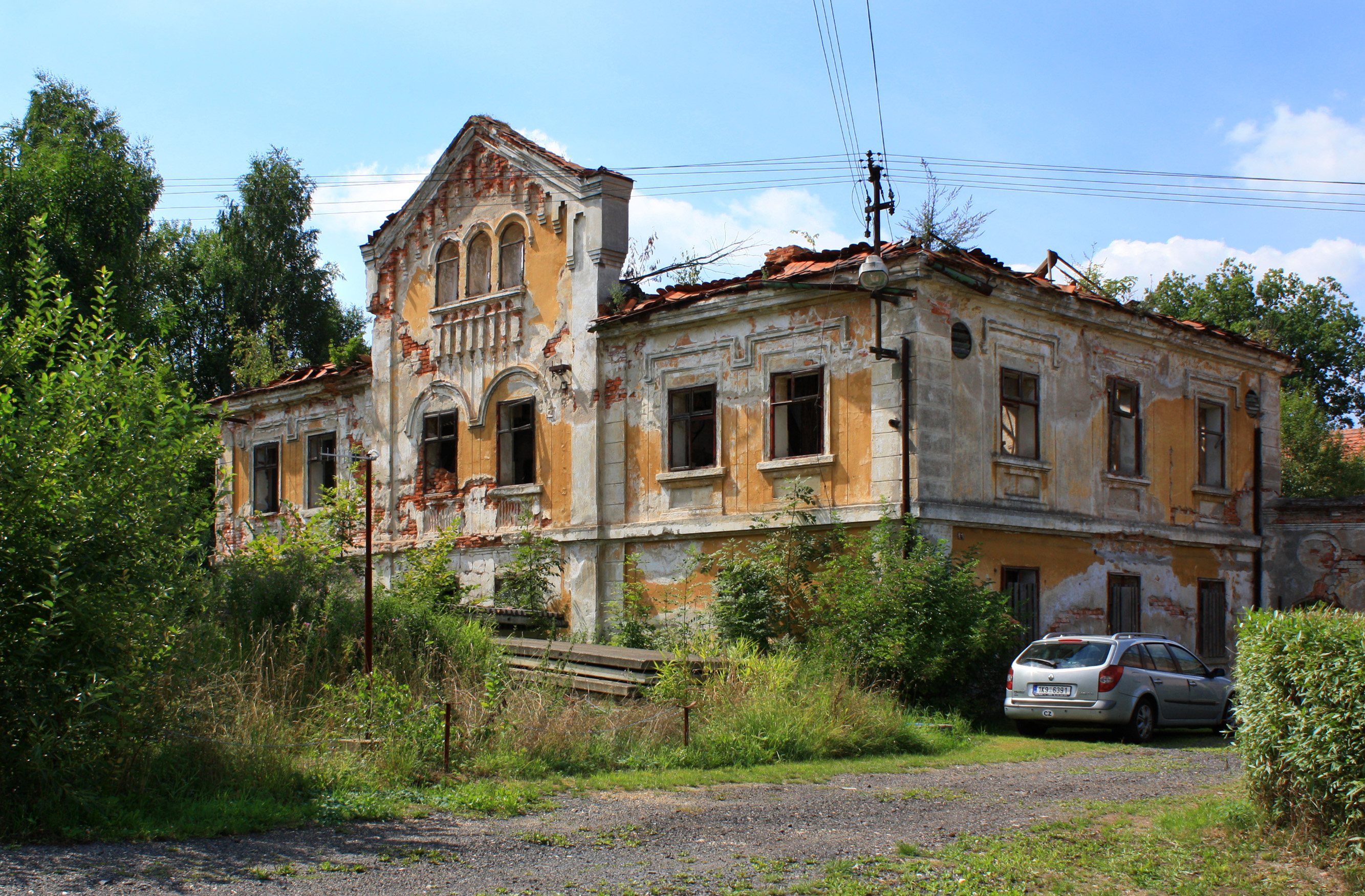
Ruiny
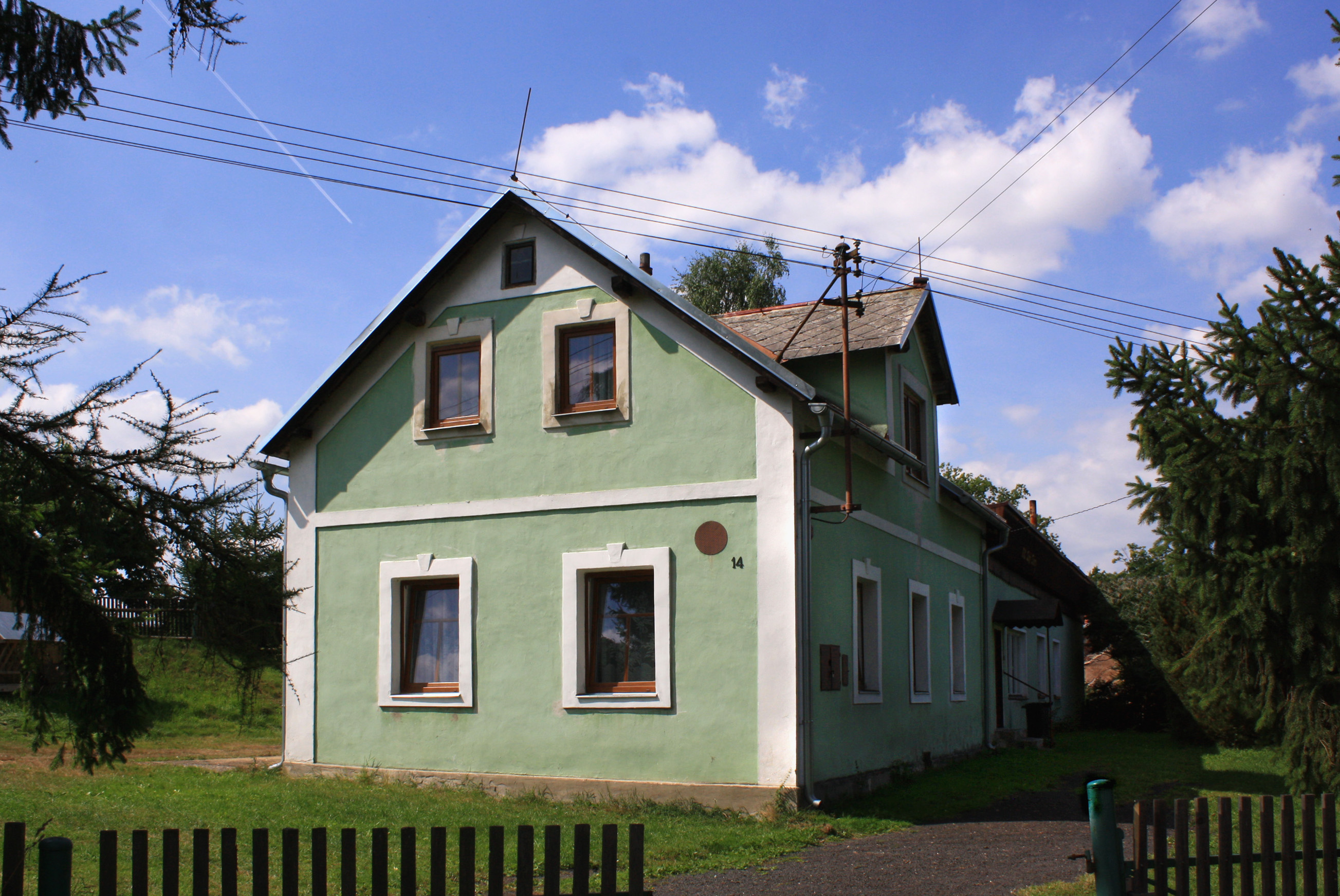
Domek na jihu